# Механизм передачи инфекции

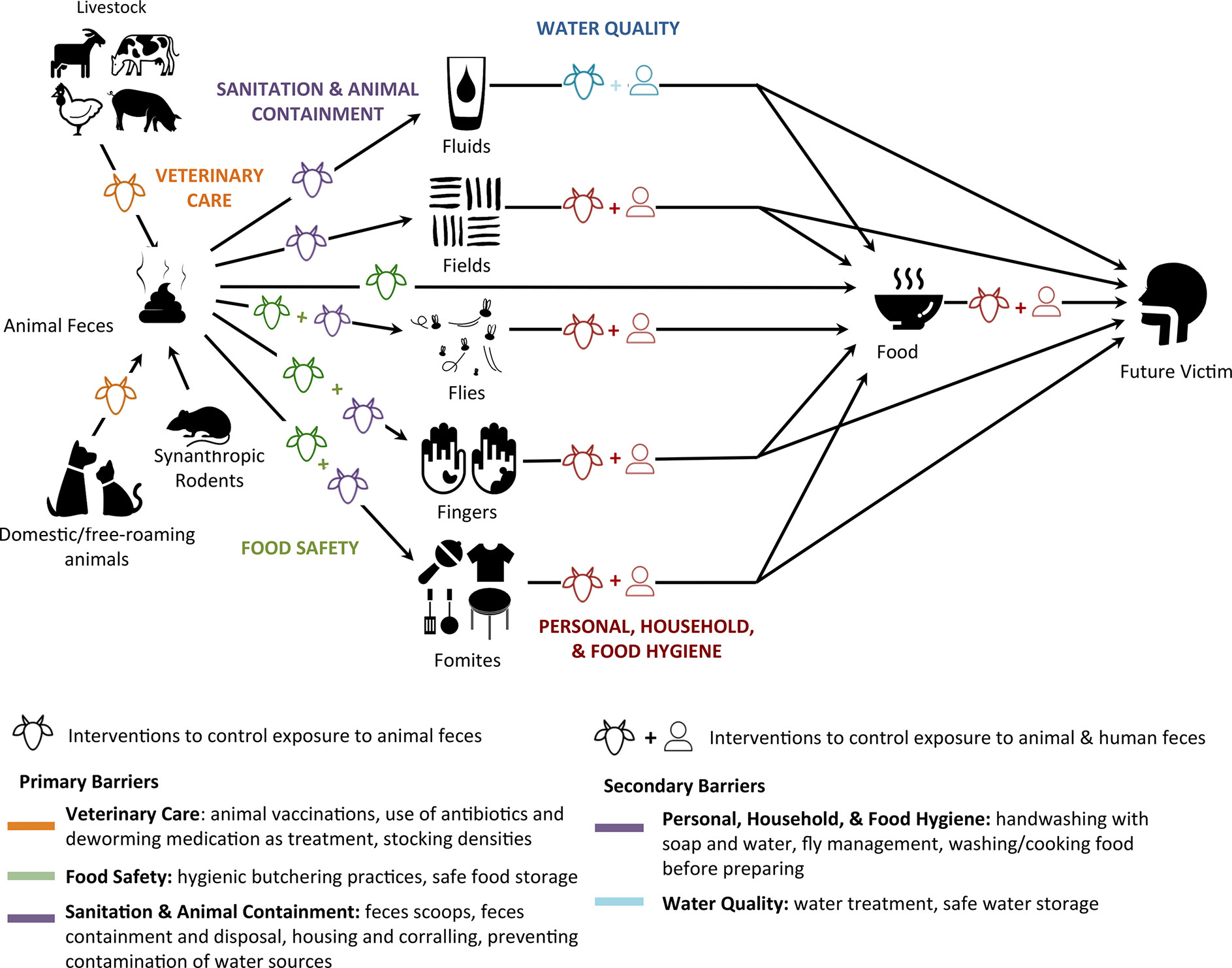
Схема реализации зооантропонозных инфекций с фекально-оральным механизмом передачи (к примеру сальмонеллёз), цветными фигурами обозначены мероприятия направленные на разрыв механизма передачи

Механизм передачи инфекции — эволюционно детерминированный, обуславливающий существование и циркуляцию патогенного микроорганизма, способ перемещения возбудителя инфекционной или паразитарной болезни из зараженного организма в восприимчивый. Включает последовательную смену возбудителем инфекции трёх этапов:
- поступление патогена вызывающего заболевание из организма источника[4] (больной, носитель человек или животное) в окружающую среду;
- пребывание возбудителя в абиотических или биотических объектах окружающей среды;
- поступление возбудителя в восприимчивый организм.

Путь передачи инфекции — реализация механизма передачи инфекции при помощи факторов передачи инфекции.

## Механизмы и пути передачи

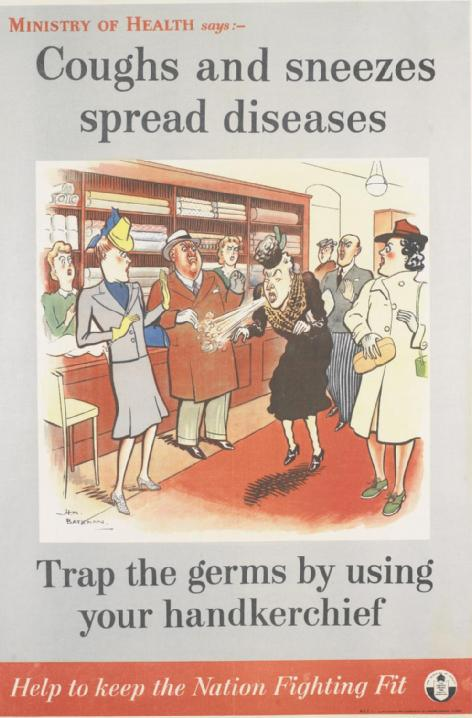
Санпросветплакат 1939—1945 гг. «Ministry of Health сообщает: Кашель и чихание распространяют болезни. Ловите микробы с помощью носового платка. Помогите сохранить форму борьбы нации». Незерфилд, Ноттингем. Направлен на агитацию и просвещение по разрыву аэрозольного механизма передачи инфекции

Существует шесть основных механизмов передачи возбудителя инфекции, каждый из которых включает в себя пути передачи возбудителя инфекции:
- аэрогенный
- контактный
- трансмиссивный
- фекально-оральный
- трансплацентарный
- гемоконтактный

### Аэрогенный
Аэрогенный механизм передачи инфекции — механизм передачи инфекции, при котором возбудители выделяется из слизистой оболочки дыхательных путей инфицированного организма и переносятся в макроорганизм через воздух.
Реализуется 3 путями передачи:
- воздушно-капельный;
- воздушно-пылевой;
- капельно-ядрышковый.

При воздушно-капельном пути передачи возбудитель поступает в воздушную среду при кашле, чихании и т. п., пребывает в ней в форме аэрозоля и внедряется в организм человека при вдыхании зараженного воздуха. При воздушно-пылевом пути заражения возбудитель попадает в макроорганизм с частицами пыли (в случае возможности длительного его сохранения во внешней среде, например при туберкулёзе).
Инфекции, с преимущественным, основным, аэрозольным механизмом передачи возбудителя условно объединяются в аэрозольные (воздушно-капельные) инфекции.

### Контактный
Контактный механизм передачи инфекции — механизм передачи инфекции, при котором возбудители выделяются на коже и её придатках, на слизистой оболочке глаз, полости рта, половых органов, на поверхности ран, поступают с них на поверхность различных предметов и при контакте с ними восприимчивого человека (чаще при наличии микротравм) внедряются в его организм.
Контактный механизм передачи инфекции подразделяют на прямой (рукопожатия, объятия, поглаживания и т. п., то есть контакт с источником инфекции) и непрямой, или опосредованный (через предметы обстановки, бытовую технику, игрушки, посуду, столовые приборы, дверные ручки, предметы гигиены и т. п.).

### Трансмиссивный

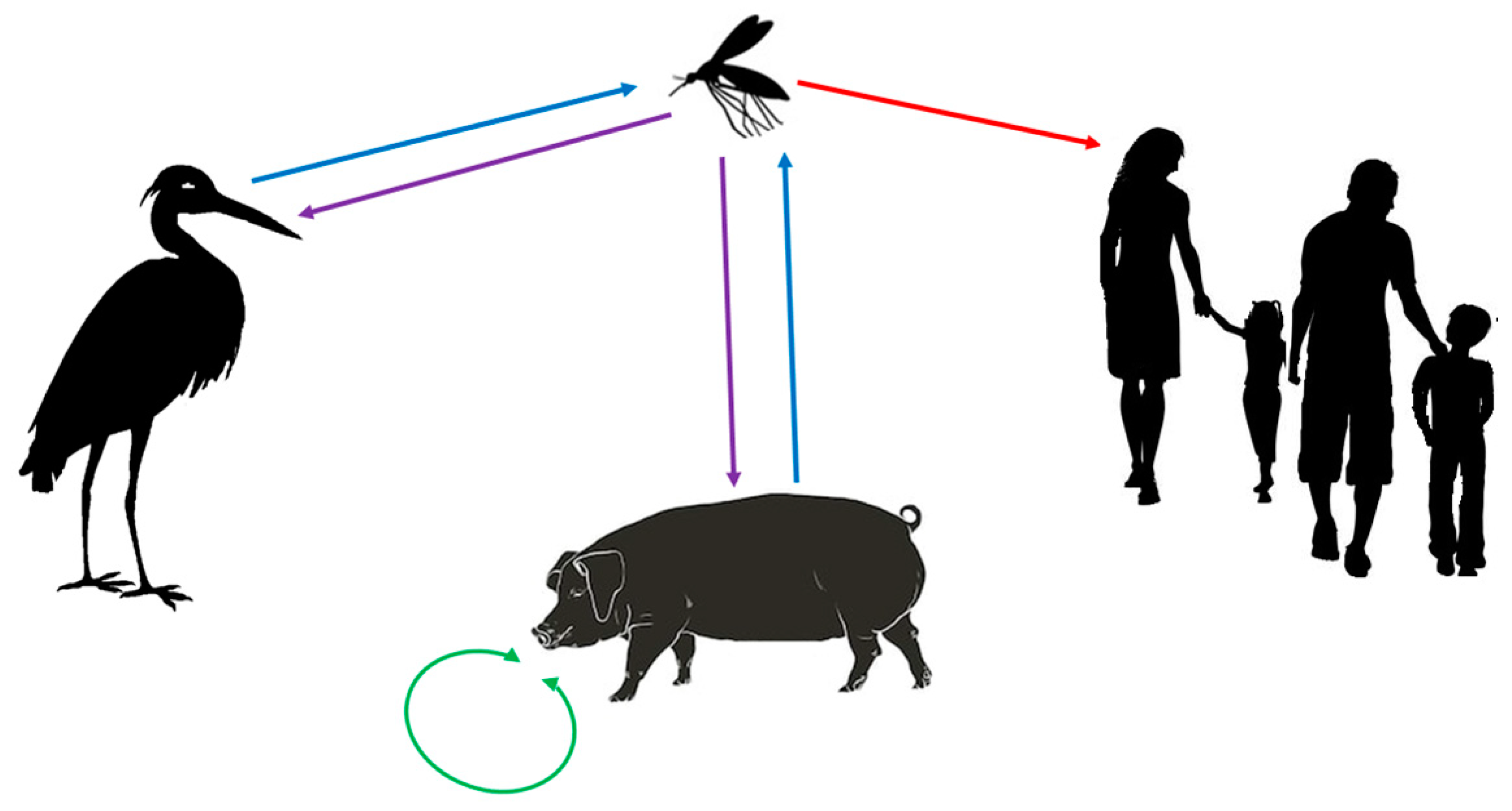
Схема трансмиссивного пути передачи комариного (японского) энцефалита

Трансмиссивный механизм передачи осуществляется при посредстве насекомых. Подразделяется на инокуляционный (при укусе) и контаминационный (при втирании в поврежденную кожу).

### Фекально-оральный
Фекально-оральный механизм передачи инфекции — механизм передачи инфекции, при котором возбудитель инфекции локализуется преимущественно в желудочно-кишечном тракте, определяет его выведение из зараженного организма с испражнениями (фекалиями, мочой) или рвотными массами. Проникновение в восприимчивый организм происходит через рот, после чего он вновь локализуется в пищеварительном тракте нового организма.
Фекально-оральный механизм реализуется 3 путями:
- водный;
- алиментарный (или пищевой);
- контактно-бытовой (в основном у детей, при непосредственном сосании и облизывании пальцев, игрушек и т. д.)

Инфекции, с преимущественным, основным, фекально-оральным механизмом передачи возбудителя условно объединяются в кишечные инфекции.

### Трансплацентарный
Трансплацентарный (внутриутробный) путь передачи инфекции — при котором возбудитель инфекции передается от матери к плоду во время беременности.
Вертикальным механизмом передачи инфекции также считается передача возбудителя от матери к плоду во время прохождения им родовых путей.

### Гемоконтактный
Гемоконтактный механизм передачи инфекции — механизм передачи инфекции, обусловленный контактом с кровью зараженного человека. Подразделяется на естественный (вертикальный, половой, непрямой) и искусственный, связанный с медицинскими манипуляциями, внутривенными инъекциями, татуажем.

## Профилактика инфекций

Схема передачи некоторых антропонозных инфекции с фекально-оральным механизмом передачи (к примеру дизентерия), синими вертикальными чёрточками обозначены уровни воздействия направленные на разрыв механизма передачи

Знание механизма и путей передачи при конкретном инфекционном заболевании позволяет проводить целенаправленные и эффективные профилактические и противоэпидемические мероприятия. Разрыв механизма передачи инфекции является одним из основных способов недопущения и прекращения эпидемического процесса и подразделяются на санитарно-гигиенические (санитарно-ветеринарные), дезинфекционные и дезинсекционные мероприятия. Знание путей передачи при том или ином инфекционном заболевании так же позволяет оценивать возможное развитие конкретной эпидситуации и помогает при выявлении и постановке клинического диагноза у заболевшего. Механизмы передачи инфекций являются одними из объектов изучения эпидемиологии инфекционных заболеваний и инфектологии.